# Carrascosa del Campo
Carrascosa del Campo és un poble de la província de Conca a la comunitat autònoma de Castella-La Manxa. És el cap del municipi de Campos del Paraíso.